# 에머슨 현악 사중주단

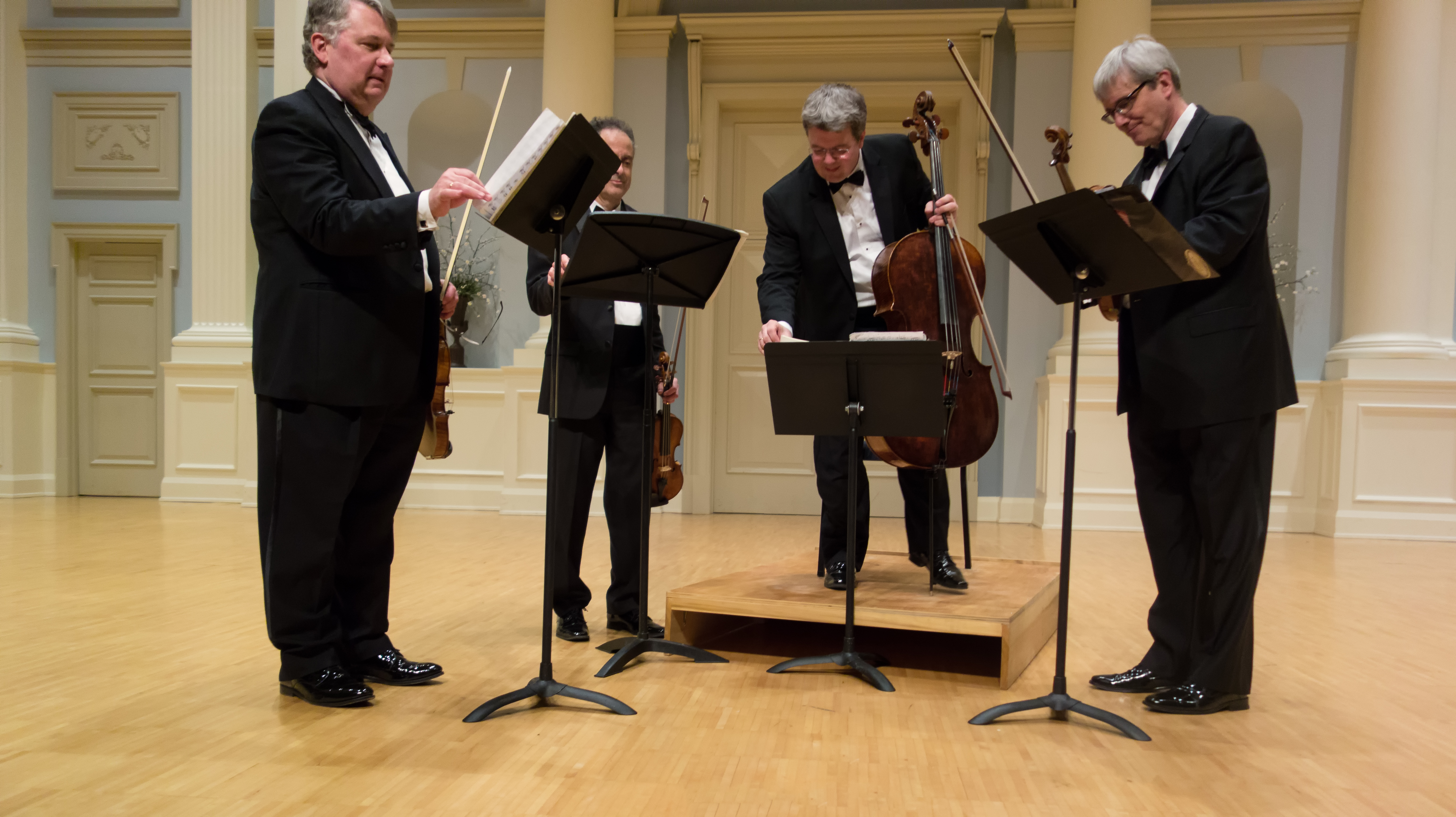

에머슨 사중주단이라고도 알려진 에머슨 현악 사중주단(Emerson String Quartet)은 1970년대 줄리어드 학교에서 학생 그룹으로 처음 결성된 미국 현악 사중주단이다. 미국의 시인이자 철학자인 에머슨의 이름을 따서 명명되었으며 1976년에 전문적인 투어를 시작했다. 앙상블은 1980년대 The Hartt School의 레지던스에서 가르쳤으며 현재(2022) Stony Brook University의 4중주이다.
에머슨 사중주단은 2010년 클래식 음악 명예의 전당 에 헌액되었다. 2014년 5월 기준  , 그들 은 30 개가 넘는 앨범 을 발표했고 9 개의 그래미 상 과 권위 있는 에이버리 피셔 상을 수상 했다 .
2021년 8월, 사중주단은 가르치는 것과 솔로 작업에 집중하기 위해 2022-2023 시즌이 끝나면 해산할 계획을 발표했다.